# Gershwin-Quartett
Das Gershwin-Quartett ist ein 1990 gegründetes russisches Streichquartett.

## Werdegang
Die vier Musiker, die seit 1990 als Ensemble auftreten, haben sich keinem Stil, keiner Epoche und keinem einzelnen Komponisten verschrieben. Sie spielen Klassische Musik sowie Neue Musik und Jazznahe Kompositionen, aber auch Lateinamerikanische Musik.
Das Ensemble besteht durchweg aus Repräsentanten der russischen Instrumentalistenschule und Preisträgern verschiedener internationaler Musikwettbewerbe.
Namensgeber des Quartetts und sein Primarius ist der Violinist Michel Gershwin, der 1988 Internationale Anerkennung erhielt, als er mit dem Grand-Prix des internationalen „David-Oistrach-Wettbewerbs“ ausgezeichnet wurde. Nach seinen Stationen als Konzertmeister des Orchestre de Opéra National de Lyon und des Philharmonischen Orchesters der Oper Frankfurt am Main konzertiert Gershwin ausschließlich als Solist und als Primarius des Gershwin Quartetts.

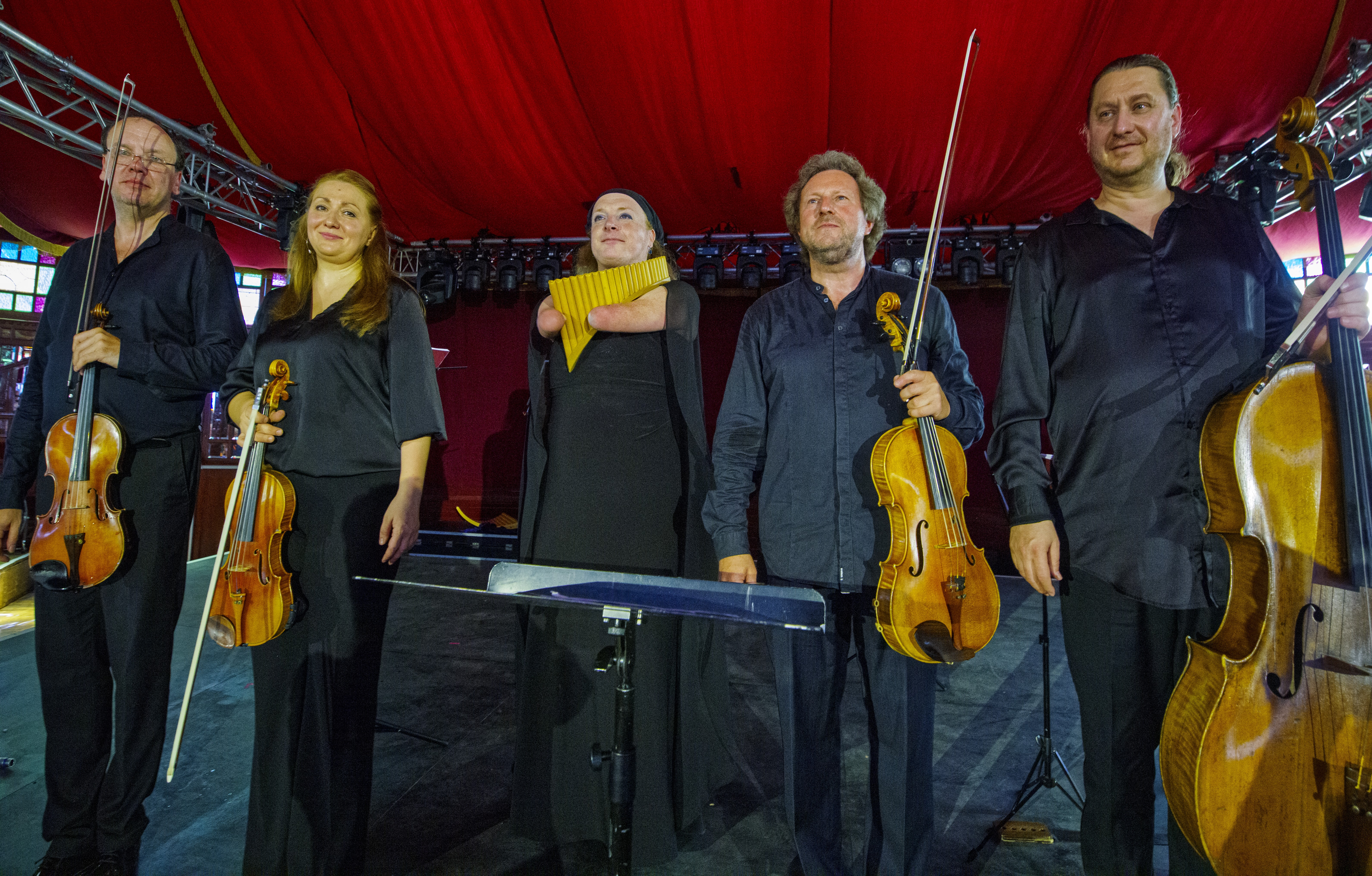
Das Gershwin-Quartett und Hannah Schlubeck bei der Klassik Matinee auf dem Zelt Musik Festival 2022, 2. Violine Uliana Zhdanova

Die Musiker des Gershwin-Quartett gastierten in vielen Ländern Europas, in den USA, in Russland, Brasilien, Asien, Dubai, Libanon, Israel und musizierten u. a. mit Igor Oistrach, Yuri Bashmeth, Giora Feidman, Michel Portal, Mikis Theodorakis, Liana Issakadse, Elena Bashkirova und Andrej Gavrilov. Zudem waren sie bei zahlreichen renommierten internationalen Festivals wie dem Schleswig-Holstein Musik Festival, Rheingau Musik Festival, Festspiele Mecklenburg-Vorpommern, Musikfestspiele Saar, Harzburger Musiktage, Festival Massenet St. Etienne, International Izmir Festival, Altenburger Musikfestival, Al Bustan Festival Beirut, Royal Mirage Festival Dubai, Music Summer Saas-Fee und Villa Musica zu Gast.
Eine langjährige Freundschaft und erfolgreiche künstlerische Zusammenarbeit verbindet die Mitglieder des Gershwin-Quartetts mit dem Klarinettisten und Instrumentalsolisten der Klezmer-Musik Giora Feidman.

„Es ist nicht wichtig, was wir spielen, sondern wie wir spielen – beseelt, mit Herz und Leidenschaft. Wenn wir für einen Moment die Titel der Musikstücke, die Zeit in der sie geschrieben wurden, die Namen der Komponisten vergessen, dann bleibt einzig die Musik, die wir mit unserem Publikum teilen – als eine Party der Seele.“

## Diskografie
- Giora Feidman & Gershwin Quartett: Klezmer & strings. Pianissimo-Musik, Münster (Westfalen) 2009